# Епархия Хуигальпы

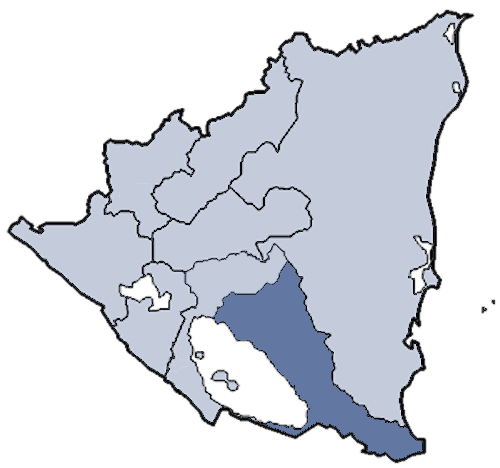
Карта епархии Хуигальпы

Епархия Хуигальпы (лат. Dioecesis Iuigalpensis) — епархия Римско-Католической церкви с центром в городе Хуигальпа, Никарагуа. Епархия Хуигальпы распространяет свою юрисдикцию на департаменты Чонталес и Сан-Хуан. Епархия Хуигальпы входит в митрополию Манагуа. Кафедральным собором епархии Хуигальпы является церковь Успения Пресвятой Девы Марии.

## История
21 июля 1962 года Римский папа Иоанн XXIII издал буллу Christi voluntas, которой учредил территориальную прелатуру Хуигальпы, выделив её из епархии Гранады.
30 апреля 1991 года Римский папа Иоанн Павел II издал буллу Dilectis sane, которой преобразовал территориальную прелатуру Хуигальпы в епархию.

## Ординарии епархии
- епископ Julián Luis Barni Spotti (14.08.1962 — 22.06.1970) — назначен епископом епархии Матагальпы;
- епископ Pablo Antonio Vega Mantilla (16.11.1970 — 29.10.1993);
- епископ Bernardo Hombach Lütkermeier (28.02.1995 — 15.12.2003) — назначен епископом Гранады;
- епископ René Sócrates Sándigo Jirón (28.10.2004 — по настоящее время).

## Источник
- Annuario Pontificio, Ватикан, 2007
- Булла Christi voluntas, AAS 55 (1963), стр. 821  (лат.)
- Булла Dilectis sane  (лат.)